# Plegaria a un labrador / Te recuerdo Amanda
Plegaria a un labrador / Te recuerdo Amanda es un sencillo del cantautor chileno Víctor Jara y de la banda Quilapayún. Fue lanzado originalmente en Chile en 1969, siendo relanzado en 1974 en la República Democrática Alemana.
Este es el quinto sencillo oficial de Víctor Jara como solista, y el cuarto de Quilapayún. Mientras que la canción del lado A es interpretada por Víctor y Quilapayún, la del Lado B sólo lo es por el cantautor. Ambas canciones pertenecen al álbum Pongo en tus manos abiertas... lanzado el mismo año.

## Lista de canciones
| Lado A |                          |                                |          |  |
| N.º    | Título                   | Escritor(es)                   | Duración |  |
| 1.     | «Plegaria a un labrador» | Víctor Jara, Patricio Castillo |          |  |

| Lado B |                      |              |          |  |
| N.º    | Título               | Escritor(es) | Duración |  |
| 2.     | «Te recuerdo Amanda» | Víctor Jara  |          |  |